# 盛行风

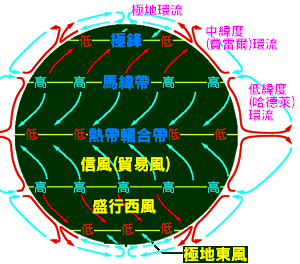
大气环流示意图。

盛行风，是一个地区某一时段最常刮的风。其风向称为盛行风向。该风主要受大气环流和地貌的影响。
观测和了解盛行风有助于预测当地天气，也有助于研究当地气候、土壤风化、沙丘移动、昆虫、空气污染物的迁移及機場等建築物的設計等。